# 3394 Banno
3394 Banno (1986 DB) là một tiểu hành tinh vành đai chính được phát hiện ngày 16 tháng 2 năm 1986 bởi Inoda, S. và Urata, T. ở Karasuyama.